# Ron Johnson (politico)
Ronald Harold Johnson, detto Ron (Mankato, 8 aprile 1955), è un politico e imprenditore statunitense, senatore per lo stato del Wisconsin dal 2011.  Repubblicano, Johnson è stato eletto per la prima volta al Senato degli Stati Uniti nel 2010, sconfiggendo il democratico in carica Russ Feingold. È stato rieletto nel 2016, superando Feingold in una rivincita, e di nuovo nel 2022, sconfiggendo il Vice Governatore Mandela Barnes.
Ideologicamente Johnson è un repubblicano molto conservatore, vicino al movimento Tea Party.
Fedele alleato del presidente Donald Trump, ha votato per il Tax Cuts and Jobs Act di Trump nel 2017, ha sostenuto la decisione di Trump di porre fine alla Deferred Action for Childhood Arrivals (DACA), ha avviato indagini sui suoi oppositori politici e ha parlato di frode in merito alla sconfitta nelle elezioni presidenziali del 2020.

## Biografia
Nato a Mankato, Minnesota,  Johnson è figlio di Jeanette Elizabeth (nata Thisius) e Dale Robert Johnson. Suo padre era di origine norvegese e sua madre di origine tedesca.  Crescendo, Johnson consegnava giornali, lavorava come caddy in un campo da golf, imballava fieno nel caseificio di suo zio e lavorava come lavapiatti in un ristorante. Ha frequentato la Edina High School ma ha saltato l'ultimo anno  e ha poi studiato economia e contabilità all'Università del Minnesota nel 1977.

## Carriera negli affari
Nel 1979, Johnson si trasferì a Oshkosh, nel Wisconsin, con sua moglie Jane. Ha lavorato per l'azienda di materie plastiche della famiglia di sua moglie, PACUR, abbreviazione di "Pat Curler", il fratello di Jane. Curler ha creato l'azienda con il finanziamento di suo padre, Howard Curler, che era CEO del gigante della plastica Bemis Company nel 1978. Per un certo periodo Bemis è stato l'unico cliente di PACUR.
Secondo la sua biografia, Johnson ha lavorato nell'azienda del cognato come contabile e operatore di macchine. L'azienda in seguito si espanse nelle materie plastiche speciali utilizzate negli imballaggi dei dispositivi medici, il che prevedeva l'assunzione di venditori e l'esportazione di prodotti in altri paesi. A metà degli anni '80, Pat Curler lasciò PACUR e Johnson ne divenne il CEO. Nel 1987, la famiglia Curler ha venduto PACUR a Bowater Industries per 18 milioni di dollari; Johnson è rimasto l'amministratore delegato dell'azienda. Nel 1997 ha acquistato PACUR da Bowater; vi rimase amministratore delegato fino a quando non fu eletto al Senato nel 2010.
Nel 2010 si candidò al Senato con il Partito Repubblicano, senza aver mai ricoperto alcun incarico politico. Johnson riuscì a vincere le primarie e nelle elezioni generali affrontò il democratico in carica da diciotto anni Russ Feingold, finendo per sconfiggerlo di misura.